# Ivan Ivanovič Šuvalov
Hrabě Ivan Ivanovič Šuvalov (rusky Иван Иванович Шувалов, 1. listopadujul./ 12. listopadu 1727greg., Moskva – 15. listopadujul./ 26. listopadu 1797greg., Petrohrad) byl ruský šlechtic, oblíbenec ruské carevny Alžběty Petrovny. Byl propagátorem osvícenství, působil jako carský ministr a stál u založení Moskevské univerzity a Petrohradské akademie umění.

## Život

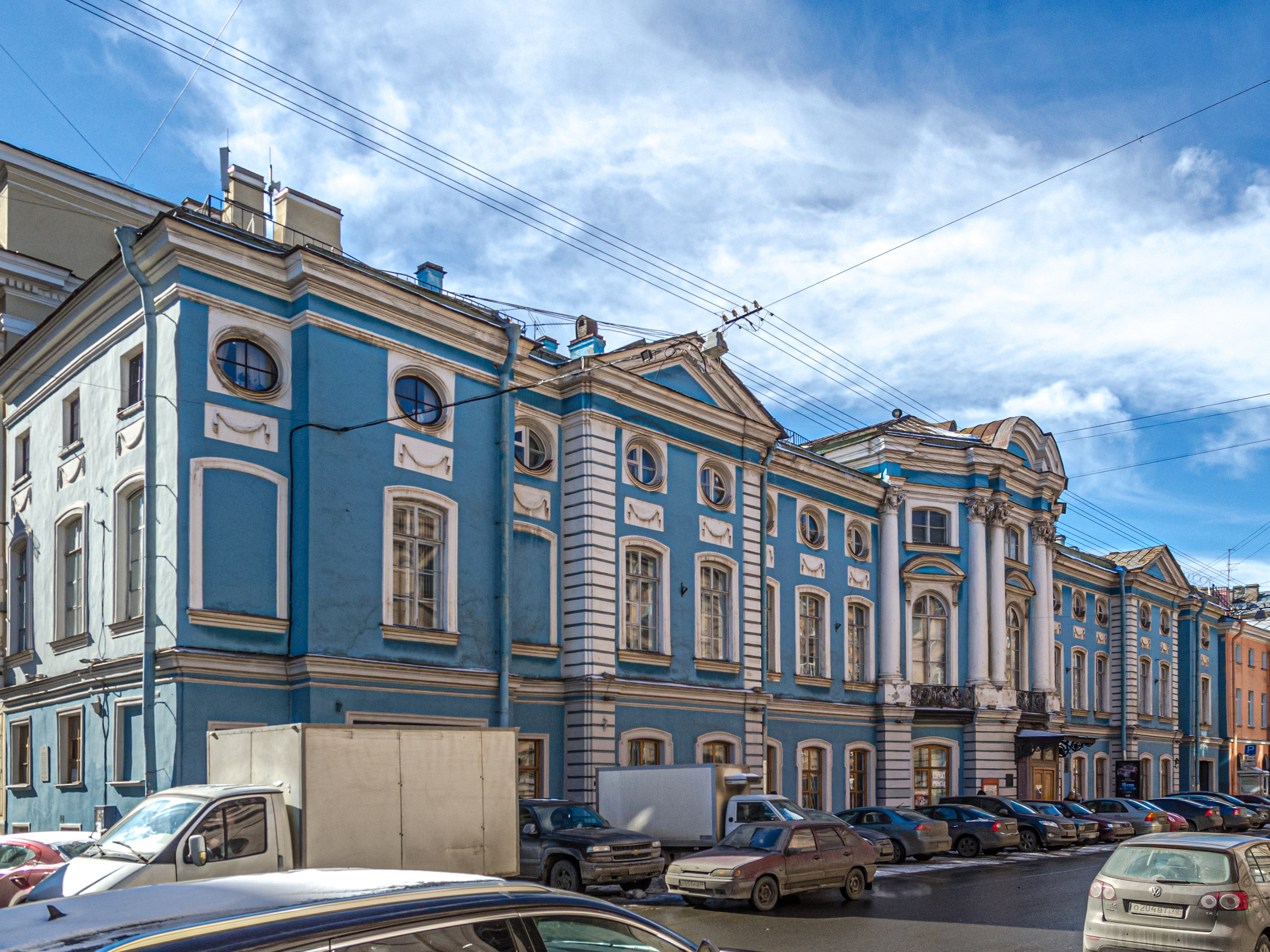
Šuvalovský palác v Petrohradu

Rod Šuvalovů byl carevnou Alžbětou v roce 1746 povýšen do hraběcího stavu. Krátce nato, v roce 1751, byl Ivan Ivanovič Šuvalov svými příbuznými představen u carského dvora, kde se brzy stal milencem carevny. To jeho rodině otevřelo cestu do vysokých vládních funkcí.
Ivan Šuvalov se vášnivě zajímal o umění a vědu. Propagoval Michaila Lomonosova, dopisoval si s Helvétiem, Diderotem, Voltairem a dalšími osobnostmi osvícenství.
V roce 1755 na Lomonosovův návrh založil Šuvalov střední školy v Moskvě a Kazani a také první ruskou univerzitu v Moskvě. V roce 1757 byla založena Carská akademie umění v Petrohradě, jejímž prezidentem byl až do roku 1763.
Šuvalov vlastnil významnou sbírku uměleckých děl, včetně vázy od tzv. Šuvalovského malíře. Od roku 1777 byl čestným členem Petrohradské akademie věd.
Šuvalovova kariéra skončila smrtí carevny Alžběty na přelomu let 1761/1762. Hrabě Ivan Ivanovič Šuvalov se nikdy neoženil a neměl žádné děti. Zemřel ve svém petrohradském paláci 15. listopadujul./ 26. listopadu 1797greg..

## Odkaz
Byla po něm pojmenována planetka hlavního pásu (8609) Shuvalov, objevená 22. srpna 1977 Nikolajem Černych na Krymské observatoři v Naučném. 